# Moulin d'Angibault

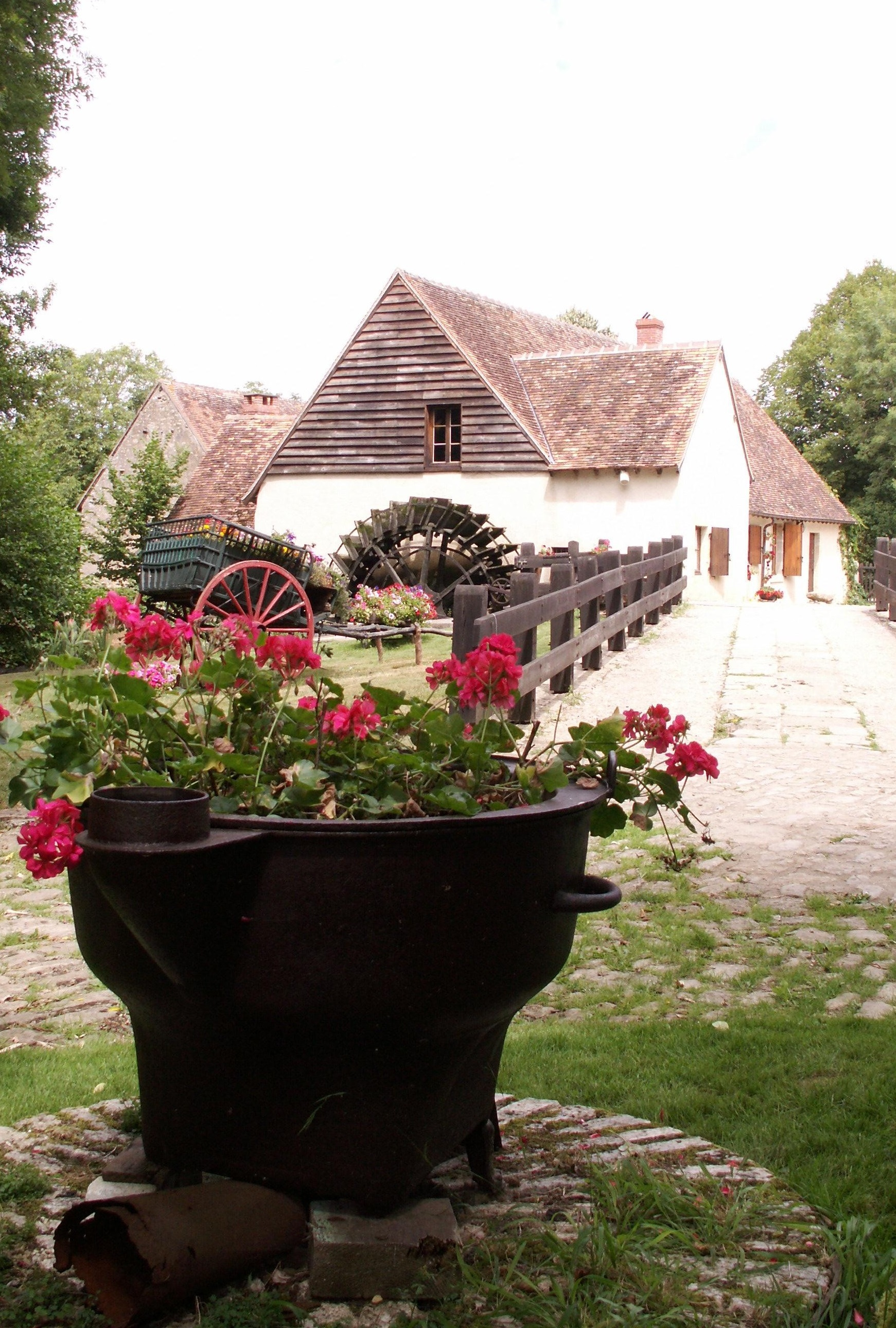

Le Moulin d'Angibault est un des derniers moulins en fonctionnement sur la rivière de La Vauvre à Montipouret dans l'Indre. 

## Historique
Il date du XVIIIe siècle et produisait de la farine de blé (intégrale) uniquement par la force de l'eau.  
Ce lieu a servi de cadre au roman de George Sand, le Meunier d'Angibault, en 1845 :
- Marcelle contempla ce site paisible et charmant, qui parlait à son cœur sans qu'elle sût pourquoi. Elle en avait vu de plus beaux ; mais il est des lieux qui nous disposent à je ne sais quel attendrissement invincible, et où il semble que la destinée nous attire... (Le Meunier d'Angibault)

- Or il y a dans notre vallée un joli moulin qu’on appelle Angibaut... coin de paradis sauvage que mes enfants et moi avions découvert en 1844... (George Sand, 5 septembre 1852)

## Valorisation du patrimoine
Il est encore en état de moudre et se visite de Pâques à la Toussaint tous les après-midis du mardi au dimanche. 
Les visiteurs peuvent y découvrir le fonctionnement de la meunerie, le travail du meunier ainsi que la vie traditionnelle d'une famille à la fin du XVIIIe siècle. 
Pour plus de renseignements, voir le site officiel du Moulin

## Galerie

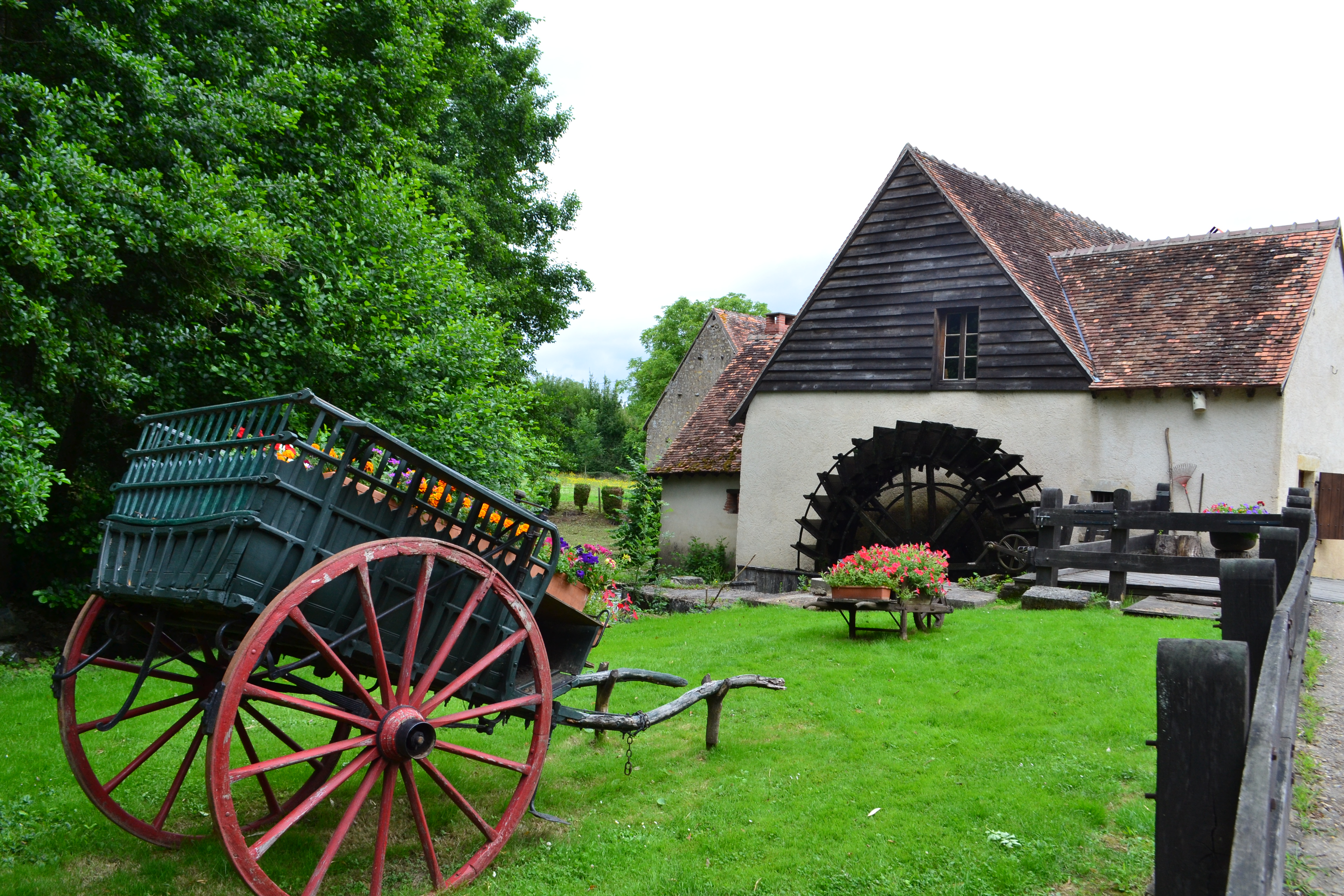
Vue générale
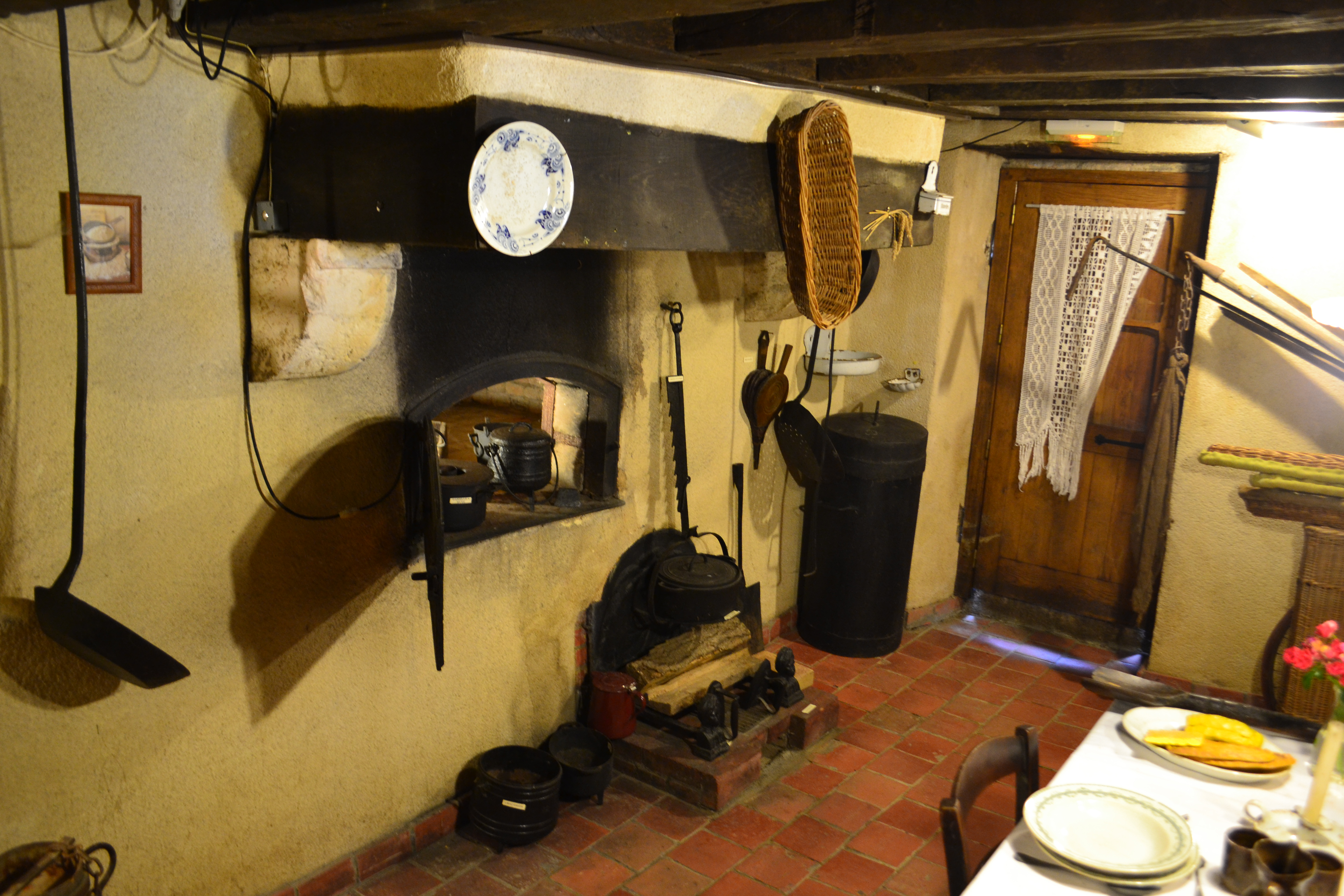
Salle du musée
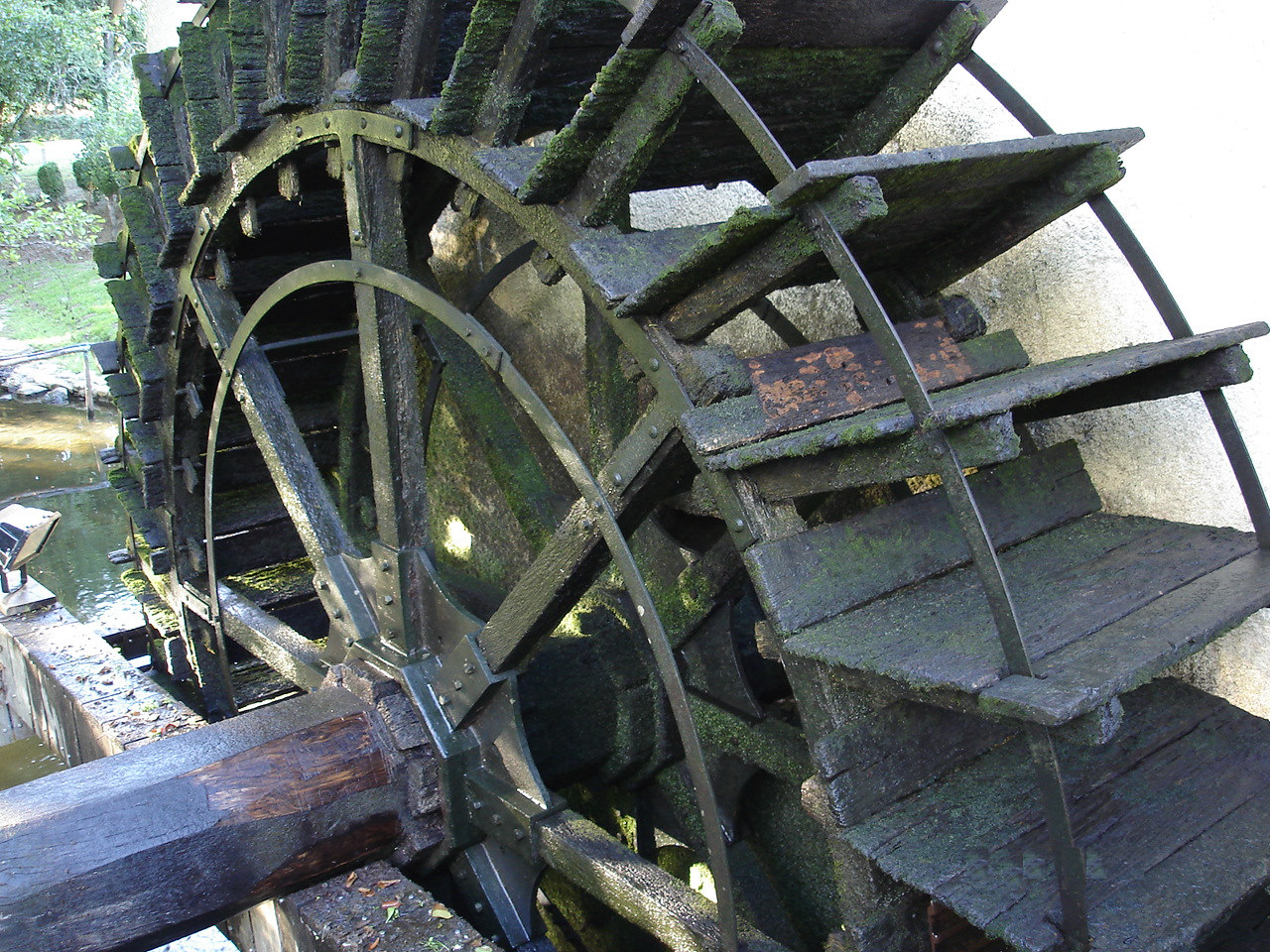
Roue du moulin
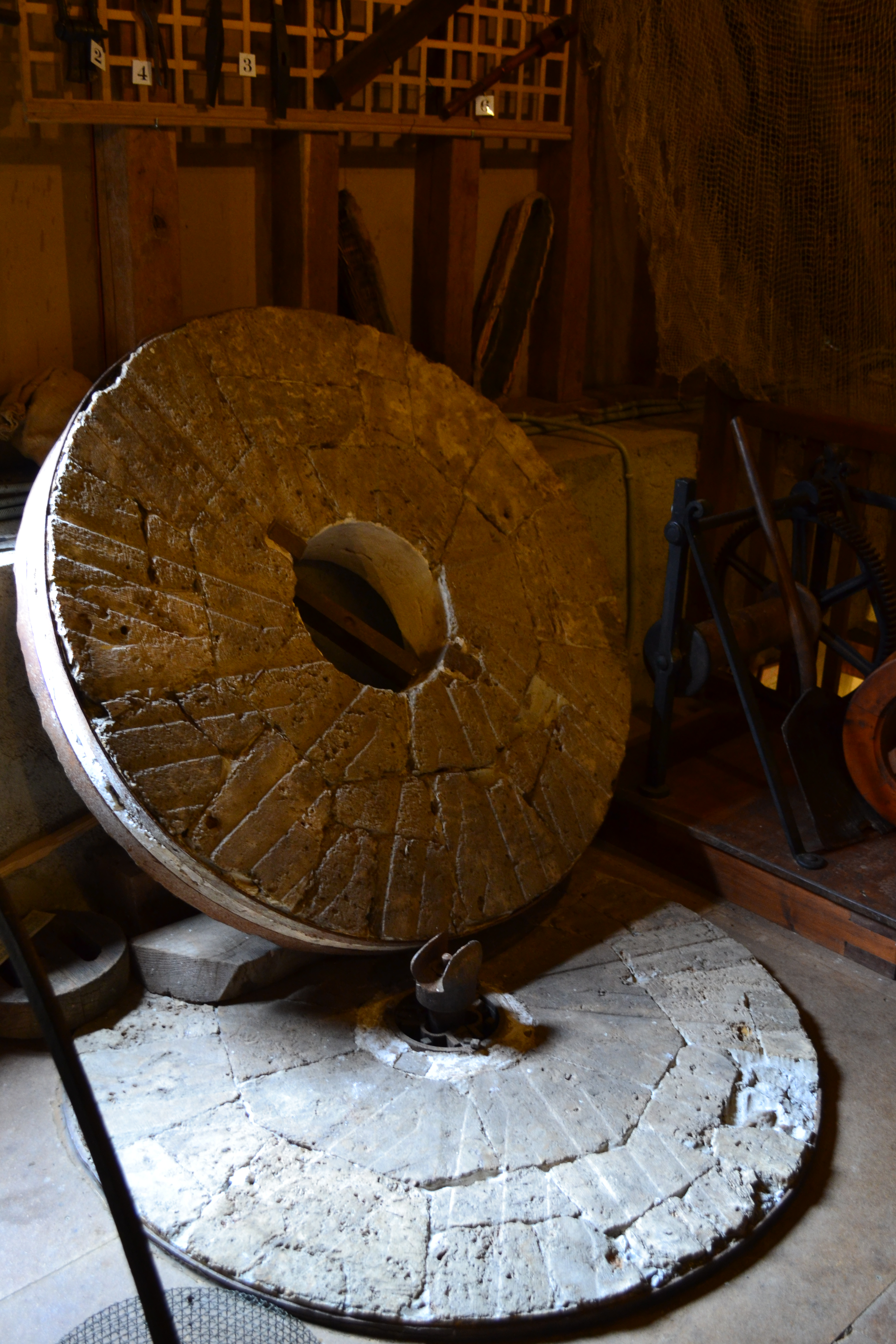
Meule